# Bandsägeblatt

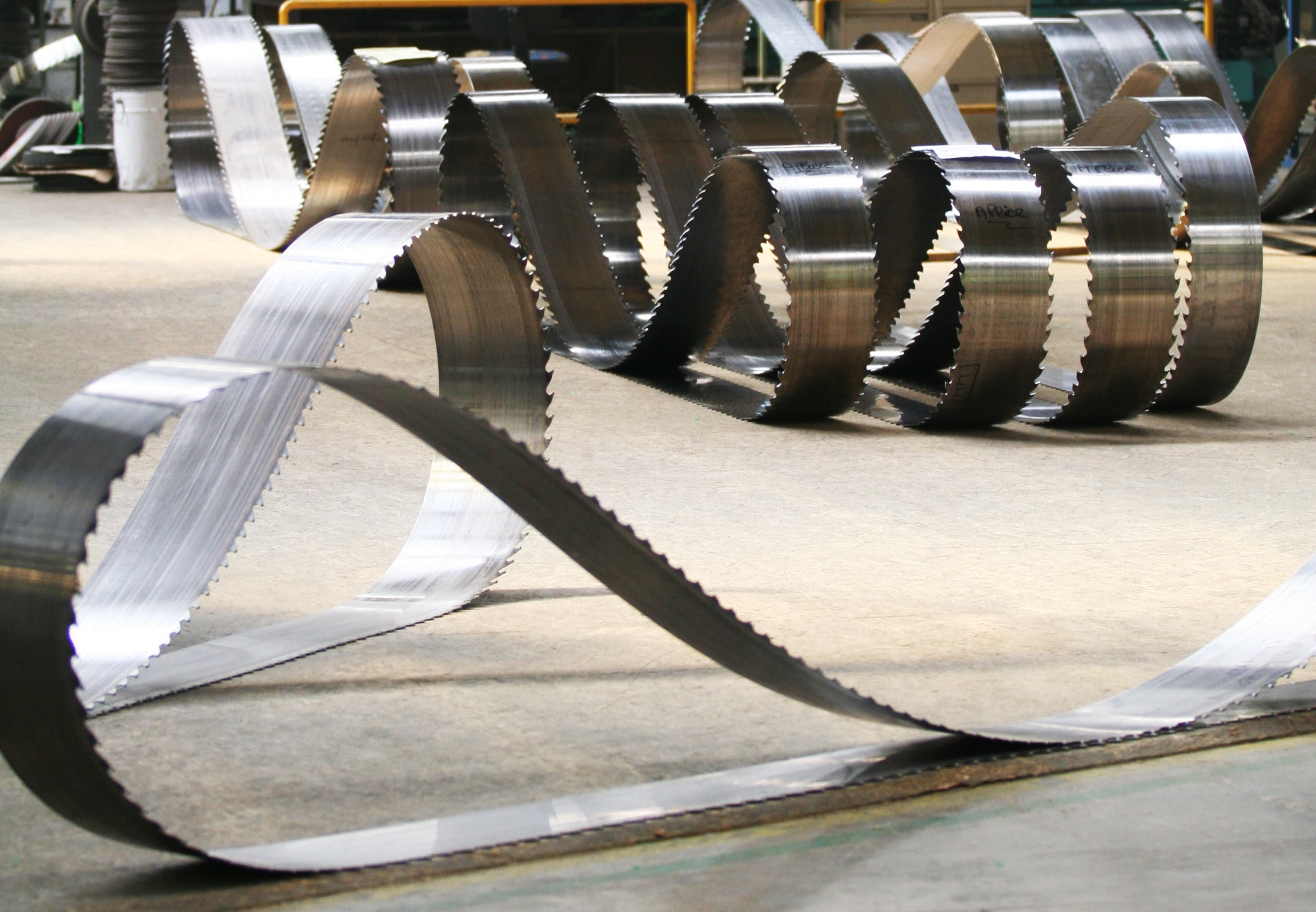
Bandsägeblätter

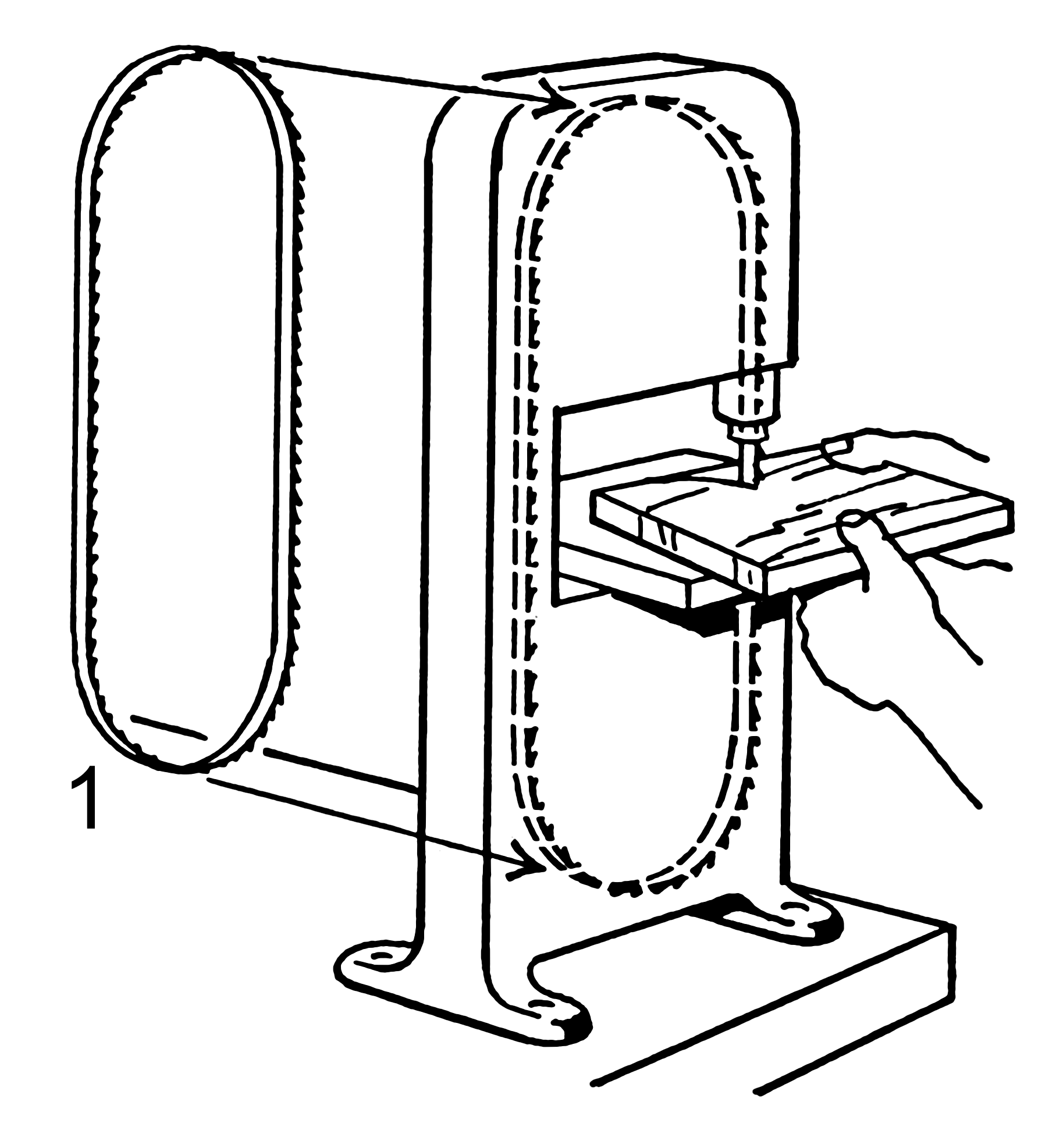
Prinzip des endlosen Bandsägeblattes

Ein Bandsägeblatt ist ein Sägeblatt für eine Bandsäge. Es besteht aus Stahl und ist zu einem geschlossenen Ring verlötet oder geschweißt.
Zum Bearbeiten wird es um eine feststehende, angetriebene Rolle und eine einstellbare Rolle mit Spannvorrichtung gelegt und gespannt. Dadurch ergibt sich eine gerade Schnittführung.
Um ein Klemmen des Blattes im Schnittkanal zu verhindern, werden die Zähne geschränkt. Die dadurch erzielte Schränkweite bestimmt das Einsatzgebiet. Eine große Schränkweite wird für weiches und frisches Holz oder Metallprofile verwendet, eine kleine für hartes Holz oder Stahl. Sie sollte jedoch nicht mehr als das 1½-fache der Blattdicke betragen. Span- und Freiwinkel sowie die Größe des Spanraumes werden abhängig vom zu sägenden Material gewählt. Zur Verringerung von Vibrationen gibt es Blätter mit variierenden Zahnabständen.
Die Zahnspitzen der Bandsägeblättern können zusätzlich, je nach Geometrie und Werkstoff des zu sägenden Materials, aus gehärtetem Stahl, HSS, Hartmetall oder Stellite bestehen. Sind mit Hartmetall oder Stellite bestückte Zähne breiter als das Trägerband können sie ungeschränkt eingesetzt werden.
Schmale Bandsägeblätter sind durch DIN 8806 genormt. Bei Trenn- und Blockbandsägen zum Auftrennen von Holzstämmen oder -bohlen werden zum Teil deutlich breitere und längere Bandsägeblätter eingesetzt.
Die Maße nach DIN 8806 sind:
Länge
zwischen 2250 mm  und 8500 mm.
Breite
zwischen 6,3 mm und 63 mm, wobei der kleinstmögliche Sägeradius mit zunehmender Breite abnimmt.
Zahnformen
liegender Dreieckzahn (NV) für feine Schnitte, und liegender Dreieckzahn mit weitem Grund (NU) für grobe Schnitte.